# ₼
Das aserbaidschanische Manat-Zeichen ₼ ist das Währungssymbol des Aserbaidschan-Manat und Turkmenistan-Manat. In Unicode ist es als U+20BC ₼ MANAT SIGN kodiert. Die Form ist eine runde Version des lateinischen Kleinbuchstabens „m“.

## Geschichte
Als Aserbaidschan nach dem Zerfall der Sowjetunion 1991 seine Unabhängigkeit erlangte, brachte es seine eigene Landeswährung, den aserbaidschanischen Manat, in Umlauf, und die Notwendigkeit eines Währungssymbols wurde sofort deutlich. Es vergingen jedoch 15 Jahre, bevor Aserbaidschan beschloss, ein Währungssymbol für den aserbaidschanischen Manat zu entwerfen, und es vergingen 23 Jahre, bevor Aserbaidschan tatsächlich das Währungssymbol für den aserbaidschanischen Manat einführte.
Die neuen Banknoten des aserbaidschanischen Manat und das Symbol des aserbaidschanischen Manat, ₼, wurden 2006 von Robert Kalina entworfen und das Symbol wurde im Juni 2014 in den Unicode-Standard an Position U+20BC (₼) aufgenommen, nachdem Vorschläge zur Aufnahme zwischen 2008 und 2011 gescheitert waren. Das Design des Symbols des aserbaidschanischen Manat wurde vom Design des Eurosymbols € inspiriert, das auf einem ersten Vorschlag von Mykyta Jewstifejew beruhte, und ähnelt einem um 90° im Uhrzeigersinn gedrehten Eurosymbol mit einem Strich. Das Manat-Symbol wird rechts neben dem Betrag in Aserbaidschanisch und Turkmenische angezeigt.

## Umriss
Das Symbol „₼“ ist ein stilisierter lateinischer Kleinbuchstabe „m“ in Form eines Halbkreises, der von einer vertikalen oder diagonalen Linie durchquert wird. Der spezifische Stil hängt von der Schriftart ab, die zur Darstellung des Währungssymbols auf jeder Banknote verwendet wird.